# FA Cup 1878-1879
La FA Cup 1878-79 fu l'ottava edizione del torneo calcistico più vecchio del mondo. Vi presero parte 43 compagini, 6 delle quali non giocarono alcun incontro.

## Calendario della competizione
| Turni            | Date                           | Partite disputate | Club  | Nuove partecipanti |
| ---------------- | ------------------------------ | ----------------- | ----- | ------------------ |
| Primo Turno      | 19 ottobre/16 novembre 1878    | 21 (15 giocate)   | 43→22 | 43                 |
| Secondo Turno    | 4 dicembre 1878/4 gennaio 1879 | 11                | 22→11 | -                  |
| Terzo Turno      | 11 gennaio/6 febbraio 1879     | 5                 | 11→6  | -                  |
| Quarti di Finale | 13 febbraio/15 marzo 1879      | 3                 | 6→3   | -                  |
| Semifinale       | 22 marzo 1879                  | 1                 | 3→2   | -                  |
| Finale           | 29 marzo 1878                  | 1                 | 2→1   | -                  |

## Primo Turno
| Squadra locale       | Punteggio                                       | Squadra ospite       | Data             |
| -------------------- | ----------------------------------------------- | -------------------- | ---------------- |
| Barnes               | 1–1                                             | Maidenhead           | 19 ottobre 1878  |
| Sheffield            | 1–1                                             | Grantham             | 28 ottobre 1878  |
| Upton Park           | 5–0                                             | Saffron Walden Town  | 30 ottobre 1878  |
| Forest School        | 7–2                                             | Rochester            | 2 novembre 1878  |
| Old Harrovians       | 8–0                                             | Southill Park        | 2 novembre 1878  |
| Oxford University    | 7–0                                             | Wednesbury Strollers | 2 novembre 1878  |
| Romford              | 3–1                                             | Ramblers             | 2 novembre 1878  |
| Cambridge University | 2–0                                             | Hertfs Rangers       | 9 novembre 1878  |
| Brentford            | 1–3                                             | Pilgrims             | 9 novembre 1878  |
| Grey Friars          | 2–1                                             | Marlow               | 9 novembre 1878  |
| Reading              | 1–0                                             | Hendon               | 9 novembre 1878  |
| Royal Engineers      | 3–0                                             | Old Foresters        | 9 novembre 1878  |
| Swifts               | 2–1                                             | Hawks                | 9 novembre 1878  |
| Wanderers            | 2–7                                             | Old Etonians         | 9 novembre 1878  |
| Notts County         | 1–3                                             | Nottingham Forest    | 16 novembre 1878 |
| Runnymede            | ?                                               | Panthers             |                  |
| Clapham Rovers       | Qualificata per ritiro dell'avversaria          | Finchley             |                  |
| Darwen               | Qualificata per ritiro dell'avversaria          | Birch Manchester     |                  |
| Minerva              | Qualificata per ritiro dell'avversaria          | 105th Regiment       |                  |
| Remnants             | Qualificata per ritiro dell'avversaria          | Unity                |                  |
| South Norwood        | Qualificata per ritiro dell'avversaria          | Leyton               |                  |
| Eagley               | Qualificata automaticamente al turno successivo |                      |                  |

### Replay
| Squadra locale | Punteggio                              | Squadra ospite | Data             |
| -------------- | -------------------------------------- | -------------- | ---------------- |
| Maidenhead     | 0–4                                    | Barnes         | 9 novembre 1878  |
| Grantham       | 1–3                                    | Sheffield      | 16 novembre 1878 |
| Panthers       | Qualificata per ritiro dell'avversaria | Runnymede      |                  |

## Secondo Turno
| Squadra locale       | Punteggio | Squadra ospite  | Data             |
| -------------------- | --------- | --------------- | ---------------- |
| Cambridge University | 3–0       | South Norwood   | 4 dicembre 1878  |
| Clapham Rovers       | 10–1      | Forest School   | 7 dicembre 1878  |
| Eagley               | 0–0       | Darwen          | 7 dicembre 1878  |
| Grey Friars          | 0–3       | Minerva         | 7 dicembre 1878  |
| Oxford University    | 4-0       | Royal Engineers | 7 dicembre 1878  |
| Reading              | 0–1       | Old Etonians    | 18 dicembre 1878 |
| Nottingham Forest    | 2–0       | Sheffield       | 21 dicembre 1878 |
| Old Harrovians       | 3–0       | Panthers        | 21 dicembre 1878 |
| Remnants             | 6–2       | Pilgrims        | 21 dicembre 1878 |
| Swifts               | 3–1       | Romford         | 21 dicembre 1878 |
| Barnes               | 3–2       | Upton Park      | 4 gennaio 1879   |

### Replay
| Squadra locale | Punteggio | Squadra ospite | Data             |
| -------------- | --------- | -------------- | ---------------- |
| Darwen         | 4–1       | Eagley         | 21 dicembre 1878 |

## Terzo Turno
| Squadra locale    | Punteggio                                       | Squadra ospite       | Data            |
| ----------------- | ----------------------------------------------- | -------------------- | --------------- |
| Old Etonians      | 5–2                                             | Minerva              | 11 gennaio 1879 |
| Old Harrovians    | 0–2                                             | Nottingham Forest    | 28 gennaio 1878 |
| Remnants          | 2–3                                             | Darwen               | 30 gennaio 1879 |
| Clapham Rovers    | 1–0                                             | Cambridge University | 6 febbraio 1879 |
| Oxford University | 2–1                                             | Barnes               | 6 febbraio 1879 |
| Swifts            | Qualificata automaticamente al turno successivo |                      |                 |

## Quarti di Finale
| Squadra locale    | Punteggio | Squadra ospite    | Data             |
| ----------------- | --------- | ----------------- | ---------------- |
| Old Etonians      | 5–5       | Darwen            | 13 febbraio 1879 |
| Nottingham Forest | 2–1       | Oxford University | 25 febbraio 1879 |
| Clapham Rovers    | 8–1       | Swifts            | 8 marzo 1879     |

### Replay
| Squadra locale | Punteggio | Squadra ospite | Data         |
| -------------- | --------- | -------------- | ------------ |
| Darwen         | 2–2       | Old Etonians   | 8 marzo 1879 |

### Secondo Replay
| Squadra locale | Punteggio | Squadra ospite | Data          |
| -------------- | --------- | -------------- | ------------- |
| Old Etonians   | 6–2       | Darwen         | 15 marzo 1879 |

## Semifinale
| Squadra locale | Punteggio                                       | Squadra ospite    | Data          |
| -------------- | ----------------------------------------------- | ----------------- | ------------- |
| Old Etonians   | 2–1                                             | Nottingham Forest | 22 marzo 1879 |
| Clapham Rovers | Qualificata automaticamente al turno successivo |                   |               |

## Finale
| Arbitro: | Alcock |

|            |           |  |
| Clerke 59’ | Marcatori |  |